# Frédéric Maciel
Frédéric Ferreira Maciel (Grenoble, 15 marzo 1994) è un calciatore francese naturalizzato portoghese, attaccante dell'Oțelul Galați.

## Caratteristiche tecniche
È un'ala destra.

## Carriera

### Club
Cresciuto nelle giovanili del Porto, ha esordito con la squadra riserve il 30 dicembre 2012 in un match pareggiato 1-1 contro lo Sporting Lisbona B.

## Statistiche

### Presenze e reti nei club
Statistiche aggiornate al 7 luglio 2017.
| Stagione        | Squadra           | Campionato      | Campionato | Campionato | Coppe nazionali | Coppe nazionali | Coppe nazionali | Coppe continentali | Coppe continentali | Coppe continentali | Altre coppe | Altre coppe | Altre coppe | Totale | Totale | Totale |
| Stagione        | Squadra           | Comp            | Pres       | Reti       | Comp            | Pres            | Reti            | Comp               | Pres               | Reti               | Comp        | Pres        | Reti        | Pres   | Reti   |        |
| --------------- | ----------------- | --------------- | ---------- | ---------- | --------------- | --------------- | --------------- | ------------------ | ------------------ | ------------------ | ----------- | ----------- | ----------- | ------ | ------ | ------ |
| 2012-2013       | Porto B           | SL              | 7          | 0          |                 | -               | -               |                    | -                  | -                  |             | -           | -           | 7      | 0      |        |
| 2013-2014       | Porto B           | SL              | 14         | 1          |                 | -               | -               |                    | -                  | -                  |             | -           | -           | 14     | 1      |        |
| 2014-2015       | Porto B           | SL              | 43         | 13         |                 | -               | -               |                    | -                  | -                  |             | -           | -           | 43     | 13     |        |
| Totale Porto B  | Totale Porto B    | Totale Porto B  | 64         | 14         |                 | -               | -               |                    | -                  | -                  |             | -           | -           | 64     | 14     |        |
| 2015-2016       | Mouscron-Péruwelz | PL              | 15         | 0          | CB              | 2               | 0               |                    | -                  | -                  |             | -           | -           | 17     | 0      |        |
| 2016-2017       | Moreirense        | PL              | 7          | 1          | TP+TL           | 2               | 1               |                    | -                  | -                  |             | -           | -           | 9      | 2      |        |
| Totale carriera | Totale carriera   | Totale carriera | 86         | 15         |                 | 4               | 1               |                    | -                  | -                  |             | -           | -           | 90     | 16     |        |

## Palmarès
- Coppa di Lega portoghese: 1

Moreirense: 2016-2017